# 上海永安公司ビル

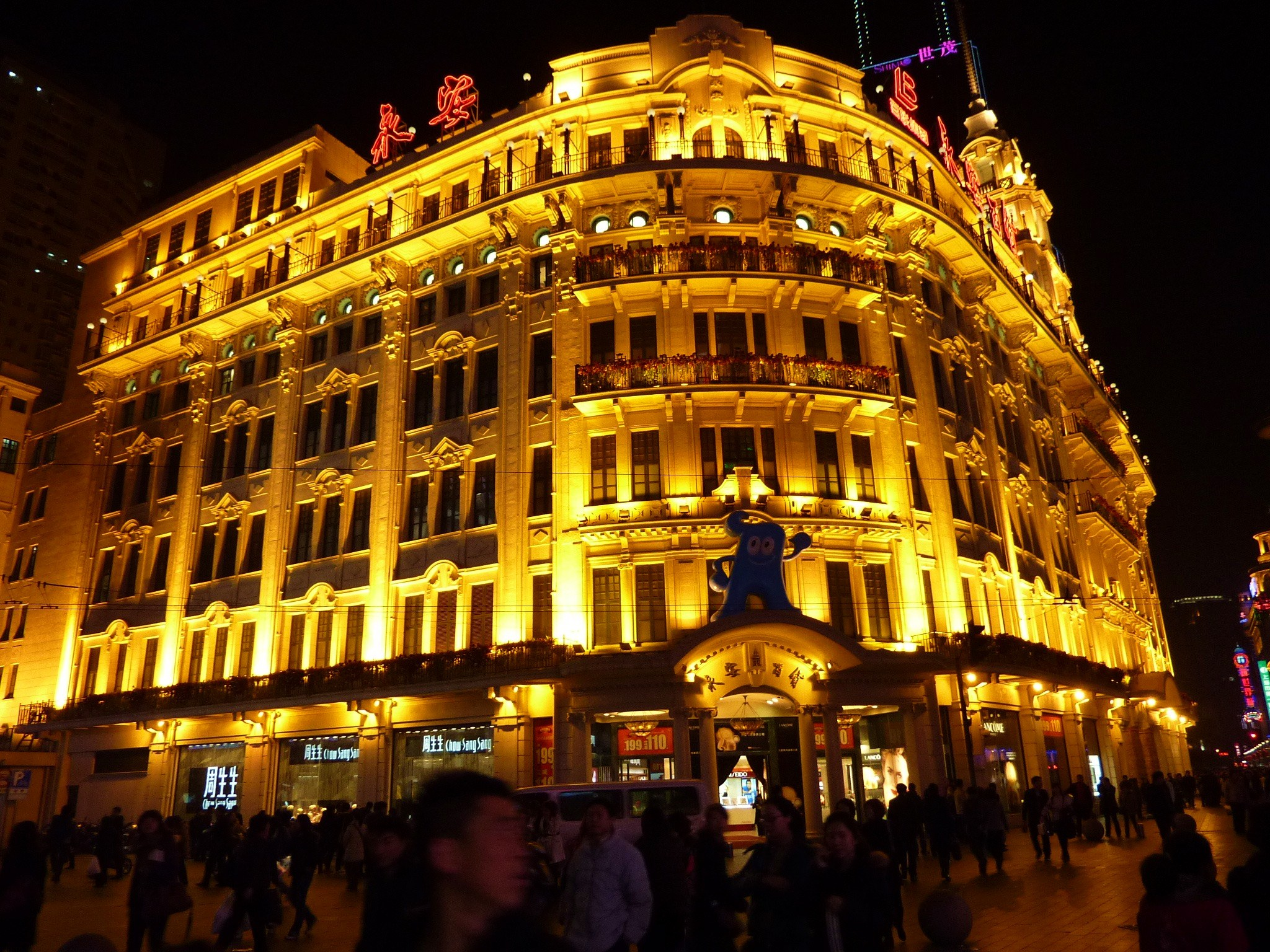
永安公司ビル

上海永安公司ビル（しゃんはいえいあんこうしビル）は、永安百貨が上海市南京路と浙江路の交差点に開店していた百貨店建築である。敷地面積は5681.5㎡、建築面積は30,992.3㎡である。上海初のショーウィンドウを設けたデパートである。
永安公司ビルは1916年4月に起工し、1918年9月5日に開業した。ビジネスの拡大とともに、永安公司は隣の土地を購入し、新永安ビルを建設していた。1946年、永安公司はビルの土地を購入した。六階建て（一部七階）の建築である。